# Državna cesta D54
D54 je državna cesta u Hrvatskoj. Ukupna duljina iznosi 13,5 km.